# Bythinella dacica
Bythinella dacica is een slakkensoort uit de familie van de Hydrobiidae. De wetenschappelijke naam van de soort is voor het eerst geldig gepubliceerd in 1946 door Grossu.